# Jean Giono
Jean Giono (n. 30 martie 1895 - d. 8 octombrie 1970) a fost un scriitor francez.
Scrierile sale se remarcă printr-un puternic suflu liric și au ca teme principale unirea omului cu forțele cosmice elementare, cu unele implicații mitologice, întoarcerea la munca pământului și la natură ca unica salvare împotriva industrializării rapide și a mașinismului.

## Opera

### Romane și nuvele
- 1929: Colina ("La colline")
- 1934: Cântecul lumii ("Le Chant du monde")
- 1936: Să-mi rămână bucuria ("Que ma joie demeure")
- 1937: Bătălii în munți ("Batailles dans la montagne")
- 1943: Apa vie ("L'eau vive")
- 1949: Sufletele tari ("Les Âmes fortes")
- 1951: Marile drumuri ("Les grands chemins")
- 1953: Omul care planta copacii ("L'homme qui plantait des arbres")

Ciclul Husarului
- Moartea unui personaj (1948)
- Husarul pe acoperiș (1951)[13]
- Fericirea nebună (1957)
- Angela (1958)

## Critică literară
- 1936: Adevăratele poezii ("Les Vraies Richesses")
- 1938: Povara din cer ("Le Poids du ciel")
- 1986: De la Homer la Machiavelli.